# Schildwolde
Schildwolde (Gronings: Schewôl) is een dorp in de gemeente Midden-Groningen in de provincie Groningen (Nederland). Het ligt in het verlengde van de plaats Slochteren, op dezelfde zandrug. Schildwolde behoorde vanouds tot de landstreek Duurswold.

## Geschiedenis

### Stichting en naam
Schildwolde is ontstaan omstreeks de tiende eeuw als een hoogveenontginning langs de Fivel. Hier ligt ook de wierde van Hooghammen, die mogelijk al uit de negende eeuw dateert. Kerkelijk was het dorp verbonden met het decanaat Loppersum, in tegenstelling tot het buurdorp Hellum, dat onder Farmsum viel.
Schildwolde wordt voor het eerst kort voor het jaar 1000 vermeld als Scelduualda, in de elfde eeuw als Scalduuualda. De Kroniek van Bloemhof noemt in 1204 de parochie aan het Schild (parochia Skeldense), later Skeldwalda of Sceldwald. De naam is afgeleid van Oudfries *scald 'drassig land' met de uitgang -uualda 'wildernis, moerasland'. Een deel van de dorpen Schildwolde en Hellum - mogelijk het oudste deel - lag ten noorden van het Schildmeer en het Schildmaar en werd daarom Extra Scaldmeda (hooilanden aan de overzijde van het Schild) genoemd. Dit is waarschijnlijk de omgeving van De Hammen, Luddeweer, De Paauwen, Graauwedijk en Overschild, waar in de vijftiende eeuw nog verspreide bewoning voorkwam. Men noemde deze streek ook wel Ickingeburen. Rond 1470 onderscheidde men landerijen die buiten en binnen de Schylt, dat is ten noorden en ten zuiden van het Schildmaar en het Schildmeer waren gelegen; in 1544 was sprake van landerijen over den Schylt.
Het gebied ten noorden van het Schildmaar (de latere Overschildjerpolder) had vanaf het einde van de middeleeuwen te maken met veel wateroverlast en bleef daarom tot halverwege de negentiende eeuw grotendeels onbewoond. Dat geldt ook voor de laag gelegen delen ten zuiden van het maar, waar enkele veenmeertjes of meerstallen als het Dannemeer en het Schattersmeer ontstonden. Negentiende-eeuwse kadasterkaarten tonen vijf van dergelijke meertjes langs de Schildwoldermeenteweg, die inmiddels tot moerasland waren geworden.
De bewoning verhuisde al snel naar de hogere zandrug waarop het huidige dorp Schildwolde te vinden is. Hier liggen vier of vijf bewoningslinten achter elkaar. Het oudste bewoningslint betrof de verspreide bebouwing in de buurtschappen Denemarken en Uiterburen (Zandjermolenpolder). Daarachter ligt de bebouwing in de buurtschap De Zanden. De huidige dorpskern met de kerk sluit aan bij het dorpslint van 't Klooster met de (Schildwolder- of Groenedijk). Het zuidwestelijke deel van het dorp is vervolgens opnieuw verplaatst in de richting van de huidige Hoofdstraat ten zuiden van de kerk. Nog verder achteruit ligt de bebouwing aan het Padje bij de Geertsemaheerd, in het verlengde van Slochteren, en enkele verspreide boerderijen ten noorden daarvan. De volgorde van deze nederzettingen suggereert dat de ontginning en ontwatering van het hoogveen van zuid naar noord plaatshad, waardoor de oudste nederzettingen het eerst naar hogere plekken zijn verhuisd.

### Klooster
De kroniek van Emo, abt van het klooster te Wittewierum, noemt Schildwolde meermalen. In 1204 wordt verwezen naar de parochie Skeldensi, waar dat jaar door Hendrik van Schildwolde met steun van zijn tante de premonstrantenzer proosdij Gratia sanctae Mariae werd gesticht als dochterklooster van de Friese abdij Mariëngaarde te Hallum. Het was aanvankelijk een dubbelklooster (monniken en nonnen), waar later alleen nog nonnen woonden. Dorp en klooster stonden in de dertiende eeuw bekend als Skeldwalda, Sceldwald of Scilvolda, de dorpsbewoners als Silvanos Skeldensis (Schildwolders). Rond 1590 verloor het klooster door de Reformatie zijn functie; rond 1600 werden alle gebouwen afgebroken en in 1853 werd het kloosterterrein afgegraven. De buurt waar het klooster had gestaan, wordt nog steeds Het Klooster genoemd.

### Hervormde kerk, pastorie en Juffertoren
De oorspronkelijke dorpskerk was gebouwd uit grootformaat baksteen en dateerde vermoedelijk uit de 13e eeuw, toen ook de nog bestaande Juffertoren werd gebouwd. Vermoedelijk had hij een oudere voorloper. In 1686 werd de hervormde kerk van Schildwolde herbouwd op de fundamenten met gebruikmaking van stenen van het oude gebouw. In 1755 werd er een pastorie bij gebouwd, die in 1871 werd bepleisterd, gevolgd door de kerk in 1882.
In Schildwolde staat een van de drie juffertorens van de provincie Groningen. De toren van Schildwolde dateert volgens de toren zelf uit 1289, maar is waarschijnlijk ouder. De toren heeft een gemetselde spits. De laatste restauratie vond plaats in 2014. Een jaar later werd de toren overgedragen aan de Stichting Juffertoren Schildwolde.
De luidklok van de toren speelt een centrale rol bij de jaarwisseling. Vanaf acht uur op oudjaarsavond tot 's ochtends acht uur op Nieuwjaarsdag wordt de klok onafgebroken geluid door de bevolking. Na het luiden kan men er een drankje aangeboden krijgen: het zogenaamde klòksmeer. Om het 'smeren' van de klok te bekostigen wordt er op oudejaarsdag in het dorp gecollecteerd door het comité 'Kloksmeer', bestaand uit ongetrouwde mannen uit Schildwolde. Het comité staat er ook garant voor dat de klok - met als enige onderbreking de twaalf slagen met de hand om middernacht - onophoudelijk wordt geluid. Dit is een oud gebruik: pogingen om het klokluiden van overheidswege te verbieden, leidden omstreeks 1800 tot een oproer, waarbij een dode viel. Op 31 december 1964 gebeurde het uitluiden zo enthousiast dat de klok hier niet tegen bestand bleek en scheurde. De klok werd op kosten van een burgercomité gerepareerd en is op 26 april 1965 teruggehangen.

### Andere kerken
In 1840 werd er een gereformeerde kerk met pastorie gebouwd. Het kerkgebouw werd in 1911 gesloopt en vervangen door een groter gebouw aan de overzijde van de Hoofdweg. Reeds in 1906 was er een nieuwe pastorie (Hoofdweg 34) gebouwd, ontworpen door architect Ytzen van der Veen. De oude pastorie bleef staan en werd later verbouwd tot winkel. De nieuwe kerk Kandelaarkerk, is ontworpen door architect S. Blokzijl uit Ten Boer. Sinds 1945 hebben de vrijgemaakten het gebouw in handen. De gereformeerden bouwden in 1950 de kerk De Ark aan de Hoofdweg 18, die nu wordt gebruikt door de PKN.

### Borgen en buitenplaatsen
De Kroniek van Bloemhof uit de 13e eeuw noemt meerdere steenhuizen in Schildwolde. Een daarvan was bezit van een zekere Dodo Jeldinga; de boerderijnaam Jeldinga (Hoofdweg 219, een omgracht perceel) was nog in de 18e eeuw bekend. Ook de Geertsemaheerd staat op een omgracht perceel dat mogelijk al uit de middeleeuwen dateert. Andere steenhuizen waren mogelijk voorlopers van de hieronder genoemde buitenplaatsen. In 1459 wordt de Lippingeheerd vermeld, die in het bezit was van de familie Rengers van Scharmer. Daarnaast wordt gesproken over de huizen van minstens vijf andere families. In het begin van de 17e eeuw woonde de edelman Jurjen van Ewsum in Schildwolde.
In het westelijke deel van Schildwolde lag het buitenhuis of de borg Schattersum, in 1584 in het bezit van Bywe Schatters. Het herenhuis werd herbouwd in 1652 en kwam acht jaar later in handen van de jurist Simeon Wijgchel, afkomstig uit Hamburg en syndicus van de Ommelanden. Bij het huis hoorden - net als bij andere borgen - enkele graven in het koor van de kerk. De familie Wijgchel wist ook de heerlijke rechten van Hellum en half Schildwolde te verkrijgen, met de rechtspraak, het benoemingsrecht van predikanten en schoolmeesters, het jachtrecht en de visserij op het Schildmeer.
De borg werd afgebroken in 1822 en vervangen door de buitenplaats Wijchgelsheim, die op zijn beurt in 1881 werd gesloopt. Ook het bijbehorende bos met 300 eiken en zeldzame bomen uit het Caraïbische gebied werd toen gekapt. De leeuwen bij de poort zijn later terechtgekomen bij de monding van het Suezkanaal in Port Saïd. Bij de buitenplaats hoorde het zomerverblijf Sans Souci, later een herberg aan het Schildmeer. De heerlijke rechten werden in 1877 voor het laatst te koop aangeboden.
Aan de Schildwoldermeenteweg in de voormalige buurtschap De Zanden, direct ten oosten van het pastorieland, ligt de deftige boerderij Vinckers of Vinckersum uit de 18e eeuw op een omgracht perceel met een afzonderlijke duivenslagpoort uit 1659. Het bezit (eerder Ilpsema heerd genoemd) draagt de naam van Meint Claassen Vinckers, omstreeks 1680 secretaris van de Ommelanden. De naam komt voor op de provinciekaart van Theodorus Beckeringh uit 1781. Ook deze boerderij zal als buitenplaats hebben gefungeerd.

## Buurtschappen
Het kerspel Schildwolde kende vanouds vijf of zes buurtgilden:
- Moeshornsterklauw (ten westen van kerk en kerkhof); hieronder viel ook de Clooster Claauw
- Overhofsterklauw (Schattersklauw, ten oosten van kerk en kerkhof)
- Uiterbuursterklauw (Buteburen)
- Jeldinga- of Westerklauw (Boyingen- of Boyngeburen)
- de klauw van Hooghammen en De Paauwen (Ickinge buer klauwe of IJckinge clauwe), omstreeks de 16e eeuw opgegaan in de Slochter klauw in de schepperij Westzijde van Slochteren (Slochterzijlvest). Dit met uitzondering van de dijkplichtige landerijen langs de Graauwedijk, die onder het Woldzijlvest bleven vallen

De Moeshorn en het Klooster vormden het meest westelijke deel van het dorp en behoorden tot de rechtstoel van Slochteren en Kolham, sinds de heer van Slochteren de rechten van het klooster te Schildwolde had overgenomen. De Overhofster-, Uiterbuurster- en Jeldingaklauw vormden daarentegen één rechtstoel met Hellum. Schildwolde vormde een afzonderlijke schepperij binnen het Woldzijlvest, samen met de Ritzerklauw te Slochteren. De Jeldingaklauw behoorde echter tot de schepperij Hellum en werd als zodanig als Westerklauw betiteld. Hij was genoemd naar het steenhuis van de familie Jeldinga of Jeltinga; een zekere Dodo Jeldinga te Schildwolde wordt al in 1295 vermeld.
De afgelegen landerijen aan de overzijde van het Schildmaar vielen onder het Slochterzijlvest (met uitzondering van de Graauwedijk en de Ritzerdijk). Dit gebied werd in 15e eeuw aangeduid als Ickingeburen.
In de 19e eeuw onderscheidde men de buurtschappen Het Klooster, De Zanden, Uiterburen, De Hammen en Graauwedijk. De Paauwen werd pas in de 20e eeuw als buurtschap bestempeld. De weilanden in het veengebied langs de Siepsloot stonden bekend als de Bovenvennen.
Bij Schildwolde lagen ook enkele veenmeertjes of meerstallen als het Schattersmeer en het Dannemeer, nu de naam van een natuurgebied. Een laag gelegen gebied met hooiland, waar later het Afwateringskanaal van Duurswold doorheen werd gegraven, werd Imma, Immoa of Emmoa ('de made van Im-') genoemd. Volgens een oud volksverhaal kwamen hier de heksen bijeen.
De verschillende buurtschappen gaven hun naam aan de waterschappen Kloosterpolder (1799), Uiterbuurstermolenpolder (1800), Luddeweersterpolder (1802/1880), Overschildjerpolder (1815) en Zandjermolenpolder (voor 1816). De eerste kadasterkaart van 1821 onderscheidt de secties Klooster Polder, Zandjer Polder, Uiterbuurster Polder en Schild Polder.

## Geboren
- Hendrik Louis Wijchgel van Lellens (1757-1830), politicus
- Jan Eijldert van Julsingha (1762-1857), burgemeester van Leens
- Hendrik Goeman Borgesius (1847-1917), politicus (Liberale Unie)
- Harm Broekema (1850-1933), burgemeester
- Jan Rinke (1863-1922), schilder, etser, lithograaf, illustrator, boekbandontwerper, tekenleraar en kunstnijveraar
- Berend Albertus Kwast (1870-1936), geograaf (uitgever van Bos-Niermeyer Schoolatlas der gehele aarde, de latere Bosatlas)